# Lijst van cultureel erfgoed dat teloorging door de Franse Revolutie
Hieronder volgt een lijst van cultureel erfgoed dat geheel of gedeeltelijk verwoest werd door het antireligieuze bewind tijdens de Franse Revolutie.

## België

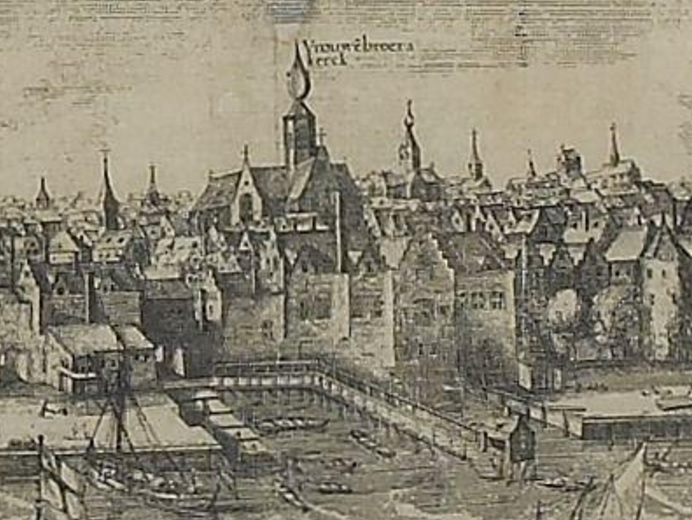
Onze-Lieve-Vrouwebroederskerk (Antwerpen) rond 1630

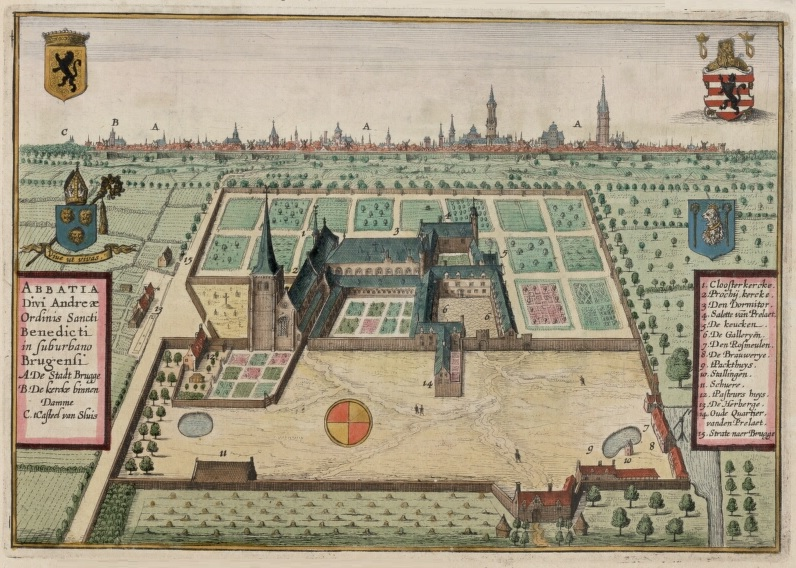
Sint-Andriesabdij (Brugge) in 1641

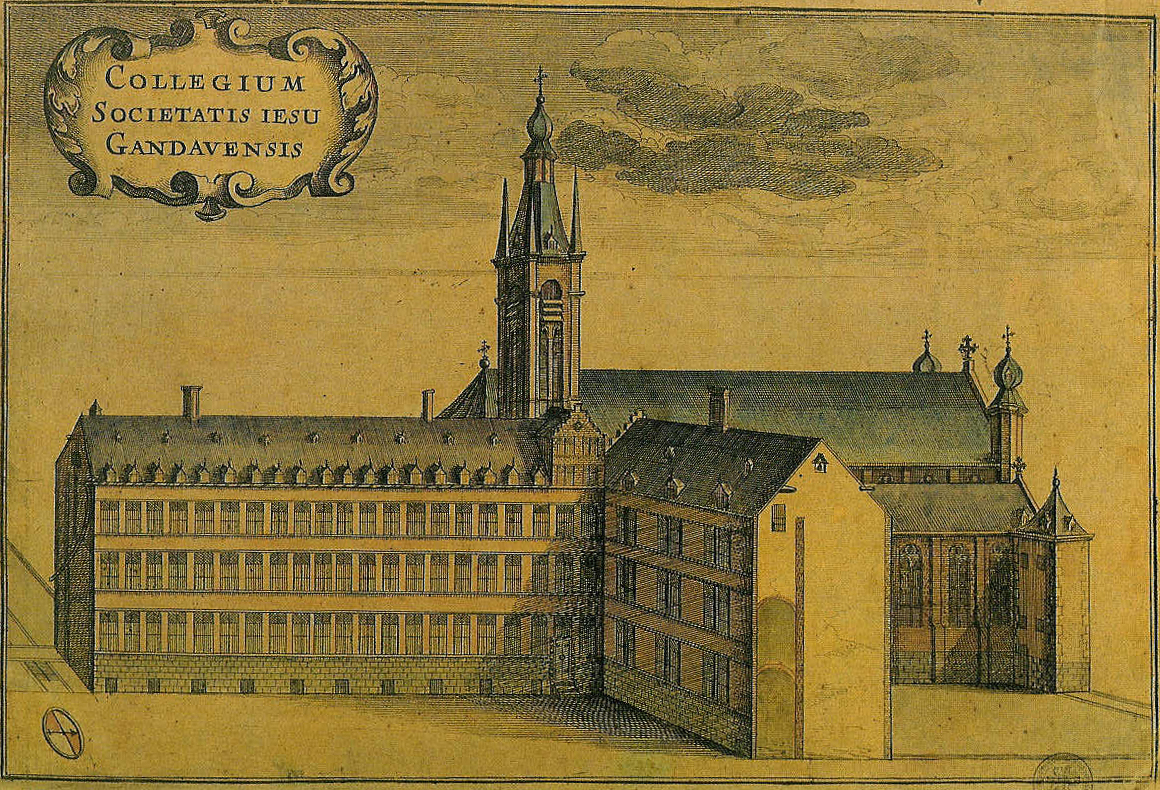
Jezuïetenklooster van Gent begin 18e eeuw

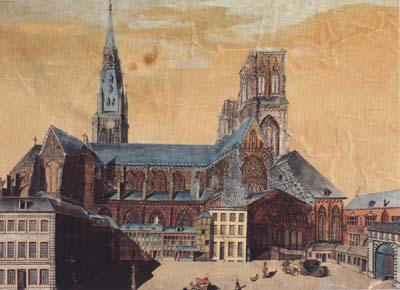
Sint-Lambertuskathedraal (Luik) in 1780

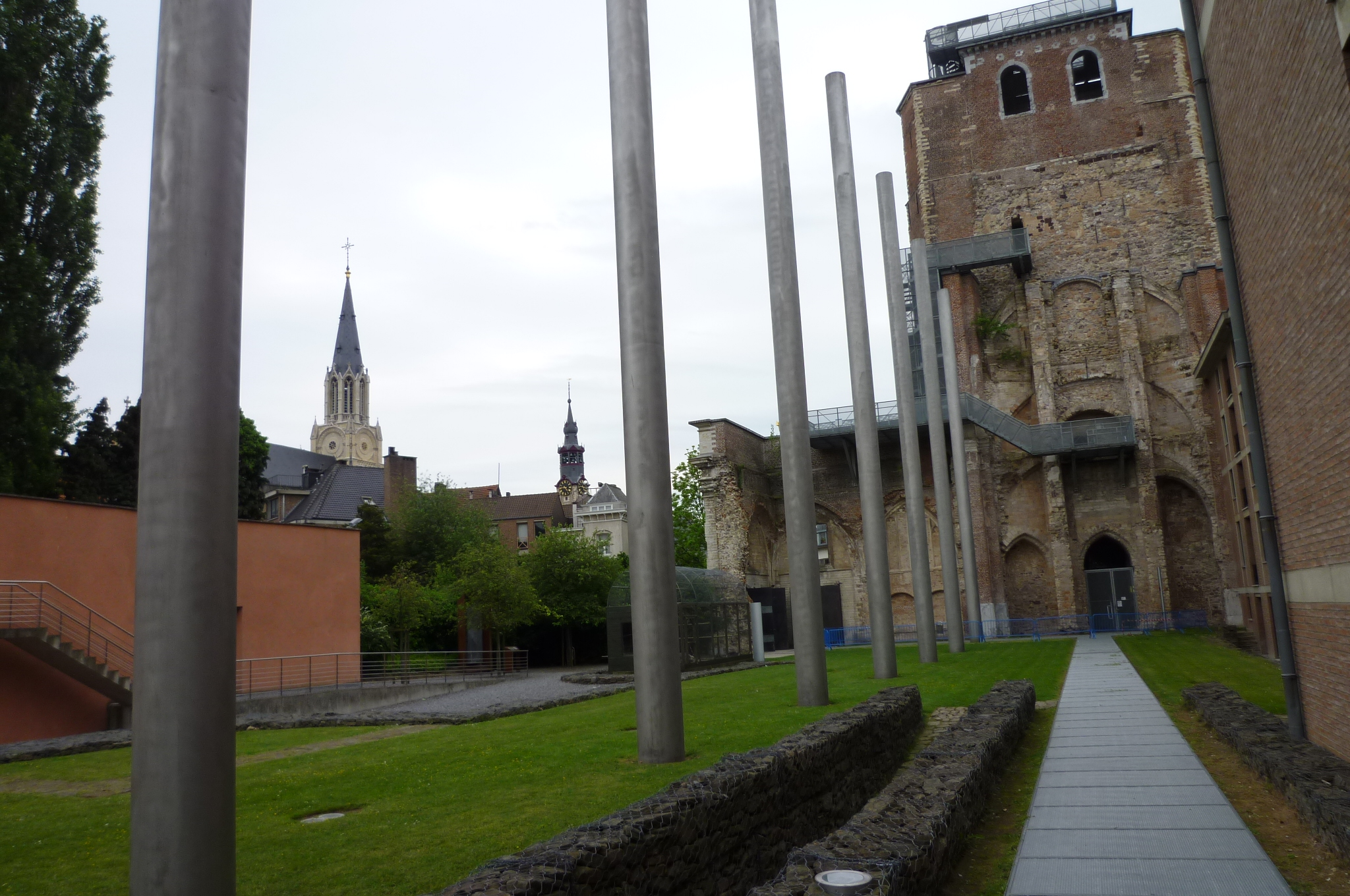
Abdij van Sint-Truiden

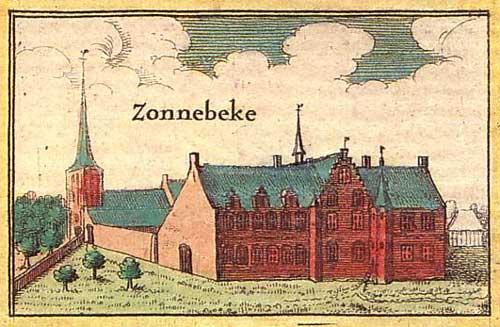
Abdij van Zonnebeke in 1641

### Antwerpen
- Onze-Lieve-Vrouwekathedraal, leeggeroofd en verwoest maar stadsarchitect Jan Blom wist de sloop te verhinderen
- Sint-Michielsabdij, volledig verdwenen
- Onze-Lieve-Vrouwebroederskerk, volledig verdwenen
- Sint-Salvatorabdij, enkel kapel overgebleven
- Minderbroedersklooster, enkele fragmenten zijn bewaard gebleven
- Sint-Walburgiskerk, volledig verdwenen

### Brugge
- Sint-Donaaskathedraal, volledig gesloopt
- Abdij van Sint-Andries, enkel een toren bleef over
- Augustijnenklooster, volledig verdwenen
- Eekhoutabdij, volledig verdwenen
- Heilig-Bloedkapel, grotendeels verdwenen en heropgebouwd
- Klooster van de Franciscanen (Minderbroeders)
- Klooster van de Geschoeide Karmelieten
- Klooster van de Predikheren (Dominikanen), gedeeltelijk verdwenen

### Gent
- Jezuïetenklooster
- Onze-Lieve-Vrouwekerk, volledig verdwenen
- Klein begijnhof
- Recollettenklooster, volledig verdwenen

### Luik
- Sint-Lambertuskathedraal, volledig gesloopt

### Elders in België
- Abdij van Affligem
- Abdij van Aulne
- Abdij van Averbode
- Abdij van Cambron
- Abdij van Dielegem in Jette
- Abdij van Ename
- Abdij van Grimbergen
- Abdij van Groot-Bijgaarden
- Abdij van Herkenrode
- Abdij van Heylissem
- Abdij van Keizersberg in Leuven
- Abdij van Leffe
- Abdij van Postel
- Abdij van Roosenberg in Waasmunster
- Abdij van Sint-Truiden
- Abdij Ter Kameren in Elsene
- Abdij van Tongerlo
- Abdij van Villers
- Abdij van Vlierbeek
- Abdij van Voormezele
- Abdij van Vorst
- Abdij van Zonnebeke
- Bokrijk
- Kasteel van Rumbeke
- Klooster Sint-Agnetendal in Arendonk
- Klooster van Boetendaal in Ukkel
- Klooster van Gempe
- Klooster van Maagdendaal in Tienen
- Klooster van Tervuren
- Minderbroedersklooster in Brussel
- Priorij van Groenendaal in Hoeilaart
- Rood-Klooster (Oudergem)

## Nederland

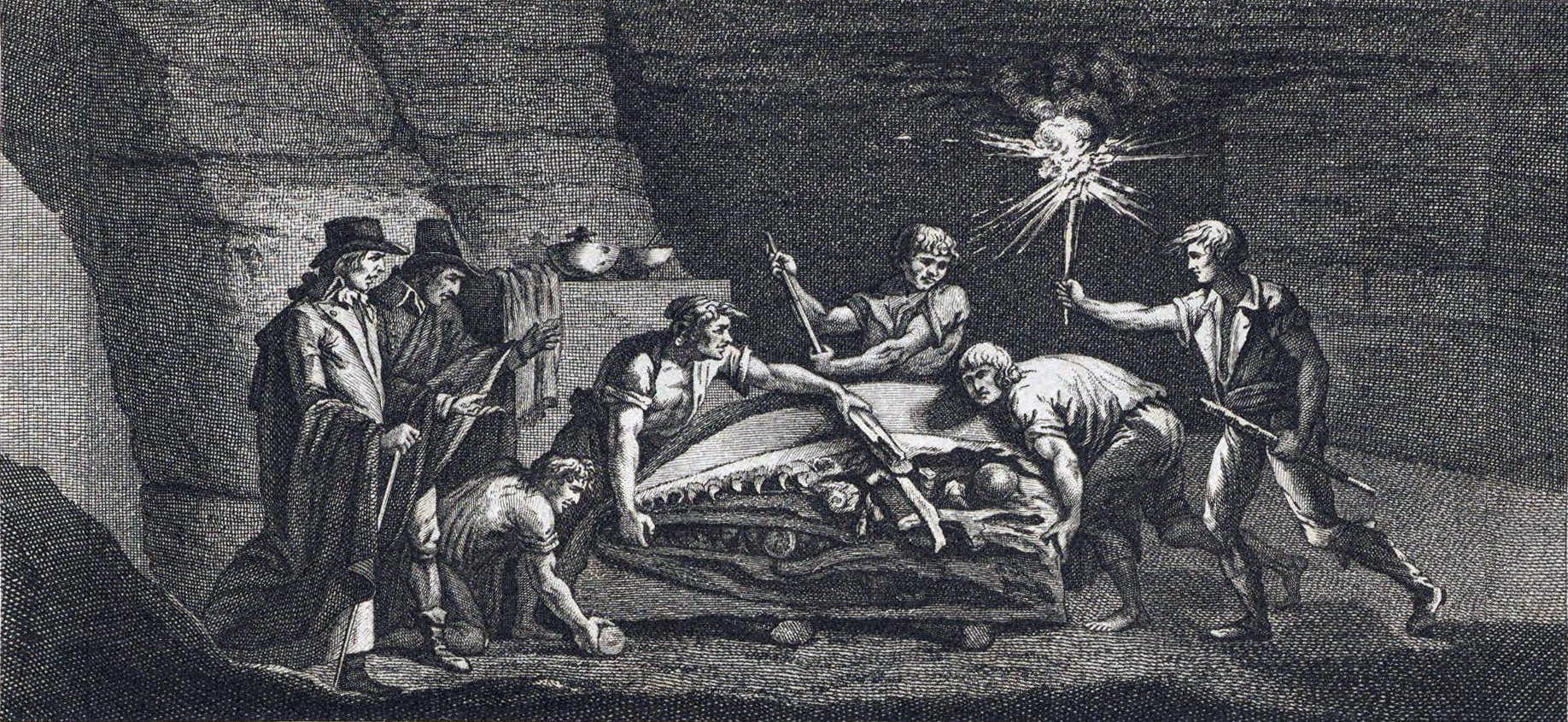
Roof van de Mosasaurusschedel (1794)

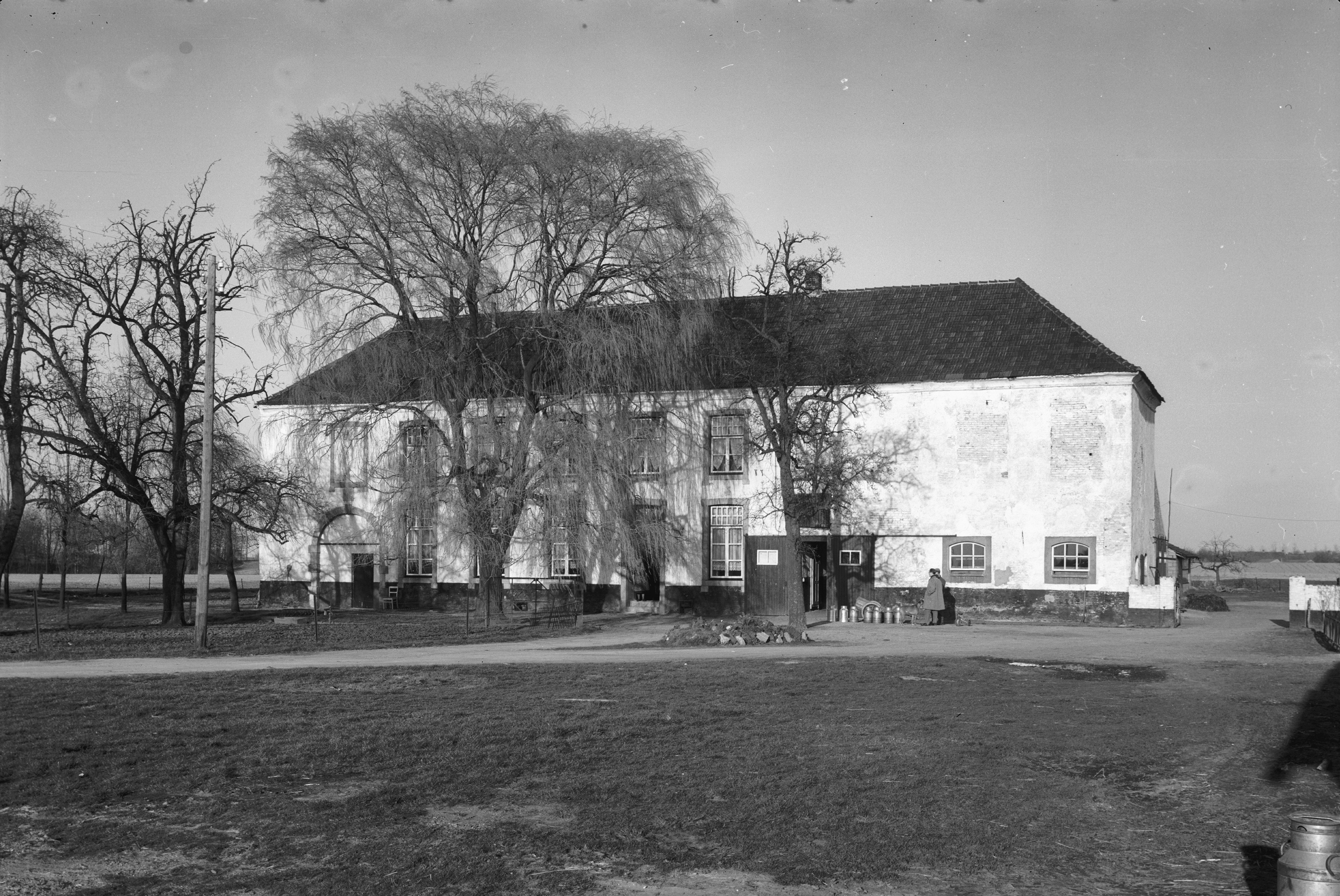
Voormalig verblijf van de proost van het klooster Keizerbosch

### Maastricht
- Tijdens het beleg van 1793 en het beleg van 1794 raakten diverse kerken en klooster zwaar beschadigd. De restanten werden kort daarna, of in later jaren afgebroken, o.a. Commanderij Nieuwen Biesen, Antonietenklooster en Beyart;
- Opheffing van kloosters en andere geestelijke instellingen leidde tot verwaarlozing en uiteindelijk sloop van o.a. Sint-Nicolaaskerk, Koningskapel, Annunciatenklooster, Bogaardenklooster, Penitentenklooster, Wittevrouwenklooster, Sint-Servaasgasthuis en Sint-Jacobsgasthuis;
- Opheffing van kapittels en kloosters leidde tot verlies van kunstschatten, bibliotheken en eeuwenoude archieven. Zo werden tientallen kostbare voorwerpen uit de schatkamers van de Sint-Servaaskerk en de Onze-Lieve-Vrouwekerk omgesmolten om de oorlogsschattingen te voldoen, en verdwenen kostbare voorwerpen als het Vera Icon van Van Eyck, de Einhardsboog, de Noodkist-pendanten en het Patriarchaalkruis;
- Roof van de Mosasaurusschedel in 1794; thans in Parijs.

### Elders in Nederland
- Abdij van Susteren
- Abdij van Thorn
- Munsterabdij, Roermond
- Klooster Keizerbosch, Neer

## Frankrijk

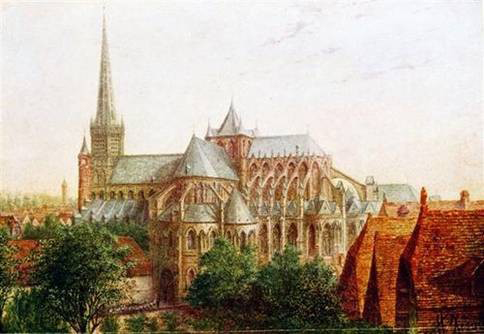
De oude kathedraal van Kamerijk

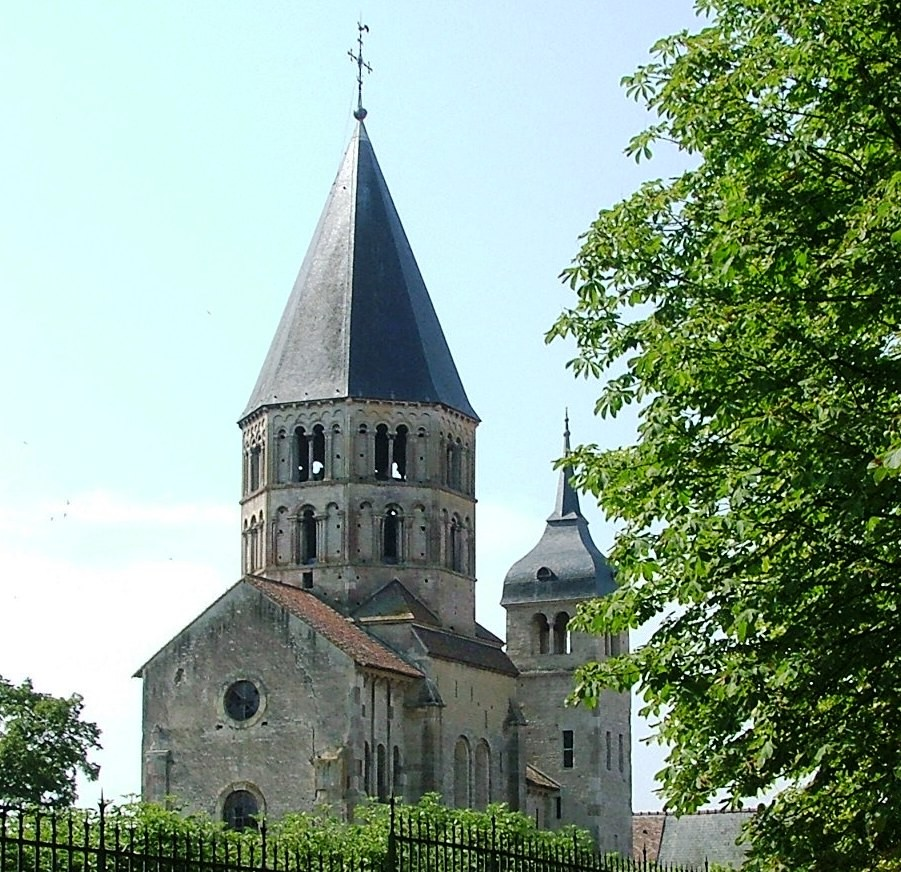
De twee overgebleven torens van de kerk van de abdij van Cluny

- Abdij van Beaulieu-en-Rouergue, verwoest, niet gesloopt
- Abdij van Cluny, gesloopt op twee torens na
- Abdij op de Katsberg
- Abdij van Liessies
- Abdij van Notre Dame de Fontgombault
- Abdij van Pontigny
- Abdij van Sénanque
- Abdij van Sint-Bertinus, verwoest, nog enkele ruïnes
- Abdij van Sint-Winoksbergen, gesloopt, op twee torens na
- Heilige Lans (Parijs)
- Kasteel de la Mothe
- Kathedraal van Laon, verwoest maar niet gesloopt
- Kathedraal van Kamerijk, volledig gesloopt
- De oude Madeleinekerk in Parijs
- Notre-Dame van Parijs, verwoest maar niet gesloopt

## Duitsland
- Sint-Laurentiuskerk in Trier
- Grafmonumenten in de Onze-Lieve-Vrouwekerk in Trier

## Zwitserland
- Abdij van Bellelay, het meubilair werd verkocht